# Silvertone (album)
Silvertone è il primo album in studio del musicista statunitense Chris Isaak, pubblicato nel 1985.

## Tracce
1. Dancin' – 3:44
2. Talk to Me – 3:04
3. Livin' for Your Lover – 2:56
4. Back on Your Side – 3:14
5. Voodoo – 2:44
6. Funeral in the Rain – 3:18
7. The Lonely Ones – 3:12
8. Unhappiness – 3:10
9. Tears – 2:44
10. Gone Ridin' – 2:36
11. Pretty Girls Don't Cry – 2:24
12. Western Stars – 3:12